# Summertime Sadness
Summertime Sadness è un singolo della cantautrice statunitense Lana Del Rey, pubblicato il 22 giugno 2012 come quarto estratto dal secondo album in studio Born to Die.

## Descrizione
Il brano è contenuto nel secondo album in studio della cantante, Born to Die. Il singolo è stato scritto da Rick Nowels e dalla cantante stessa, prodotto da Emile Haynie ed è disponibile in download digitale dal 22 giugno 2012 esclusivamente in Austria, Germania e Svizzera.
Il 23 luglio 2013 è stato messo in commercio un remix del brano, Summertime Sadness [Cedric Gervais Remix], che ha permesso al singolo di entrare nuovamente nelle classifiche del mondo un anno dopo la pubblicazione ufficiale. In copertina si staglia la cantante che sonnecchia appoggiata allo sportello sul sedile anteriore di un'auto.

## Video musicale
Interpretato da Lana Del Rey e dalla modella e attrice Jaime King, racconta di una storia d'amore fra due donne che le due protagoniste vivono con malinconia mentre si susseguono scene dei momenti felici della coppia e termina con il suicidio delle amanti che si lanciano in un burrone.
King ha spiegato che «È a proposito del non essere in grado di vivere senza la persona amata, che sia un amico o un amante non importa».
Quinto videoclip dall'album Born to Die, è stato diretto da Spencer Susser con la collaborazione di Kyle Newman, marito di Jaime King. È stato prodotto da Tova Dann e montato da Spencer Susser. Le riprese sono avvenute nell'aprile del 2012 a Santa Clarita e sul Colorado Street Bridge di Pasadena, chiamato anche "Ponte dei Suicidi".
La fotografia di Marcel Susser è caratterizzata da toni seppia e colori che ricordano quelli del filtro digitale Instagram. La critica ha inoltre notato alcuni parallelismi con il film di Ridley Scott Thelma & Louise.

## Tracce
Download digitale
1. Summertime Sadness (Radio Mix) – 4:12
2. Summertime Sadness (Album Version) – 4:23
3. Summertime Sadness (Radio Mix) (Extended Version) – 5:06
4. Summertime Sadness (Hannes Fischer Nightflight Remix) – 6:41

Download digitale – remix
1. Lana Del Rey vs. Cedric Gervais – Summertime Sadness (Cedric Gervais Remix) (Radio Edit) – 3:34

## Successo commerciale
In Austria, Summertime Sadness ha debuttato al cinquantesimo posto nella Ö3 Austria Top 40 del 22 giugno 2012, con un solo giorno di rilevamento. Nelle successive settimane, il singolo è riuscito a raggiungere i primi dieci posti ed è arrivato ad occupare, come massima posizione, l'8ª (nella classifica del 27 luglio 2012). Summertime Sadness è stato certificato disco d'oro per le oltre 15 000 copie vendute dall'International Federation of the Phonographic Industry.
In Germania, Summertime Sadness ha debuttato al quindicesimo posto. La settimana successiva, il singolo è sceso alla 16ª posizione. Nelle successive settimane, il singolo è riuscito a raggiungere i primi dieci posti ed è arrivato ad occupare, come massima posizione, la 4ª (nella classifica del 21 settembre 2012). È rimasto nei primi quindici posti per un totale di quattordici settimane non consecutive. Summertime Sadness è stato certificato disco di platino per le oltre 300 000 copie vendute dalla Bundesverband Musikindustrie.
In Svizzera, Summertime Sadness ha debuttato al sessantacinquesimo posto nella Schweizer Hitparade del 22 luglio 2012. Nelle successive settimane, il singolo è riuscito a raggiungere i primi dieci posti ed è arrivato ad occupare, come massima posizione, la 3ª (nella classifica del 16 settembre 2012). Summertime Sadness è stato certificato disco d'oro per le oltre 15 000 copie vendute dall'IFPI Schweiz.
Negli altri Stati, il singolo ottiene un moderato successo. In Polonia, Summertime Sadness ha raggiunto il primo posto tra i brani più trasmessi dalle radio polacche mentre in Bulgaria è arrivato sino alla terza posizione nell'airplay ufficiale.

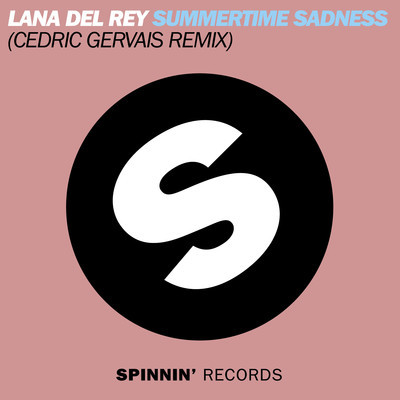
La cover del remix di Cedric Gervais

### Cedric Gervais Remix
Summertime Sadness ha ottenuto un grande riscontro di vendite anche un anno dopo dalla pubblicazione ufficiale, grazie alla messa in commercio del remix firmato dal produttore discografico francese Cedric Gervais, avvenuta il 23 luglio 2013 su iTunes.
Nel Regno Unito, Summertime Sadness [Cedric Gervais Remix] ha raggiunto la 4ª posizione nella Official Singles Chart (la precedente versione aveva raggiunto solo il 132º posto). È diventato così il terzo singolo della cantante a raggiungere i primi dieci posti nella medesima classifica (dopo Video Games e Born to Die).
Il remix del brano ha venduto oltre 1 000 000 di copie negli Stati Uniti ed è diventato il brano più venduto della cantante nello stesso Stato.

## Classifiche

### Classifiche settimanali
| Classifica (2012-22) | Posizione massima |
| -------------------- | ----------------- |
| Australia            | 3                 |
| Austria              | 8                 |
| Belgio (Fiandre)     | 15                |
| Belgio (Vallonia)    | 17                |
| Bulgaria             | 3                 |
| Canada               | 7                 |
| Francia              | 10                |
| Germania             | 4                 |
| Grecia               | 22                |
| Irlanda              | 7                 |
| Italia               | 6                 |
| Lussemburgo          | 5                 |
| Nuova Zelanda        | 23                |
| Paesi Bassi          | 53                |
| Polonia              | 1                 |
| Portogallo           | 118               |
| Regno Unito          | 4                 |
| Repubblica Ceca      | 37                |
| Slovacchia           | 45                |
| Spagna               | 29                |
| Stati Uniti          | 6                 |
| Svezia               | 24                |
| Svizzera             | 3                 |

### Classifiche di fine anno
| Classifica (2012) | Posizione |
| ----------------- | --------- |
| Germania          | 21        |
| Svizzera          | 35        |
| Classifica (2013) | Posizione |
| Italia            | 39        |
| Classifica (2014) | Posizione |
| Italia            | 67        |
| Classifica (2023) | Posizione |
| Australia         | 100       |
| Portogallo        | 190       |
| Regno Unito       | 96        |
| Classifica (2024) | Posizione |
| Francia           | 148       |
| India             | 10        |